# Томањ
Томањ је сеоско насеље у Србији у општини Крупањ у Мачванском округу. Према попису из 2022. било је 303 становника.
Кроз село протиче река Богоштица.
Председник села је Љубица Стакић .
Од 2012. године у току су радови у изради еко-бајк стазе.

## Демографија
У насељу Томањ живи 341 пунолетни становник, а просечна старост становништва износи 38,5 година (37,8 код мушкараца и 39,3 код жена). У насељу има 121 домаћинство, а просечан број чланова по домаћинству је 3,58.
Ово насеље је у потпуности насељено Србима (према попису из 2002. године).
|  |

| Демографија | Демографија | Демографија |
| Година      | Становника  | Становника  |
| ----------- | ----------- | ----------- |
| 1948.       | 612         |             |
| 1953.       | 636         |             |
| 1961.       | 601         |             |
| 1971.       | 502         |             |
| 1981.       | 433         |             |
| 1991.       | 451         | 443         |
| 2002.       | 433         | 434         |

| Етнички састав према попису из 2002.‍ | Етнички састав према попису из 2002.‍ | Етнички састав према попису из 2002.‍ | Етнички састав према попису из 2002.‍ | Етнички састав према попису из 2002.‍ |
| ------------------------------------ | ------------------------------------ | ------------------------------------ | ------------------------------------ | ------------------------------------ |
|                                      |                                      |                                      |                                      |                                      |
| Срби                                 | Срби                                 |                                      | 433                                  | 100,0%                               |
| непознато                            | непознато                            |                                      | 0                                    | 0,0%                                 |

| Година пописа     | 1948. | 1953. | 1961. | 1971. | 1981. | 1991. | 2002. |
| ----------------- | ----- | ----- | ----- | ----- | ----- | ----- | ----- |
| Број домаћинстава | 61    | 73    | 88    | 90    | 92    | 107   | 121   |

| Број чланова      | 1  | 2  | 3  | 4  | 5  | 6 | 7 | 8 | 9 | 10 и више | Просек |
| ----------------- | -- | -- | -- | -- | -- | - | - | - | - | --------- | ------ |
| Број домаћинстава | 14 | 24 | 15 | 37 | 16 | 8 | 6 | 1 | 0 | 0         | 3,58   |

| Пол    | Укупно | Неожењен/Неудата | Ожењен/Удата | Удовац/Удовица | Разведен/Разведена | Непознато |
| ------ | ------ | ---------------- | ------------ | -------------- | ------------------ | --------- |
| Мушки  | 180    | 50               | 115          | 11             | 4                  | 0         |
| Женски | 178    | 30               | 117          | 28             | 3                  | 0         |
| УКУПНО | 358    | 80               | 232          | 39             | 7                  | 0         |

| Пол    | Укупно                    | Пољопривреда, лов и шумарство | Рибарство                            | Вађење руде и камена | Прерађивачка индустрија       |
| ------ | ------------------------- | ----------------------------- | ------------------------------------ | -------------------- | ----------------------------- |
| Мушки  | 97                        | 53                            | 0                                    | 0                    | 23                            |
| Женски | 43                        | 21                            | 0                                    | 0                    | 15                            |
| УКУПНО | 140                       | 74                            | 0                                    | 0                    | 38                            |
| Пол    | Производња и снабдевање   | Грађевинарство                | Трговина                             | Хотели и ресторани   | Саобраћај, складиштење и везе |
| Мушки  | 0                         | 3                             | 3                                    | 2                    | 0                             |
| Женски | 0                         | 0                             | 2                                    | 2                    | 0                             |
| УКУПНО | 0                         | 3                             | 5                                    | 4                    | 0                             |
| Пол    | Финансијско посредовање   | Некретнине                    | Државна управа и одбрана             | Образовање           | Здравствени и социјални рад   |
| Мушки  | 0                         | 0                             | 1                                    | 1                    | 0                             |
| Женски | 0                         | 0                             | 0                                    | 0                    | 0                             |
| УКУПНО | 0                         | 0                             | 1                                    | 1                    | 0                             |
| Пол    | Остале услужне активности | Приватна домаћинства          | Екстериторијалне организације и тела | Непознато            | Непознато                     |
| Мушки  | 1                         | 0                             | 0                                    | 10                   | 10                            |
| Женски | 0                         | 0                             | 0                                    | 3                    | 3                             |
| УКУПНО | 1                         | 0                             | 0                                    | 13                   | 13                            |

## Галерија
- стара кућа у Томњу, фотографија из 1904.
- Томањ зими
- Томањ зими